# Namna Kalan
Namna Kalan es una ciudad de la India en el distrito de Surguja, estado de Chhattisgarh.

## Geografía
Se encuentra a una altitud de 604 m s. n. m. a 358 km de la capital estatal, Raipur, en la zona horaria UTC +5:30.

## Demografía
Según una estimación del 2012 la ciudad contaba con una población de 10 840 habitantes.